# Ртутное и угольное дело А. Ауэрбаха и Ко

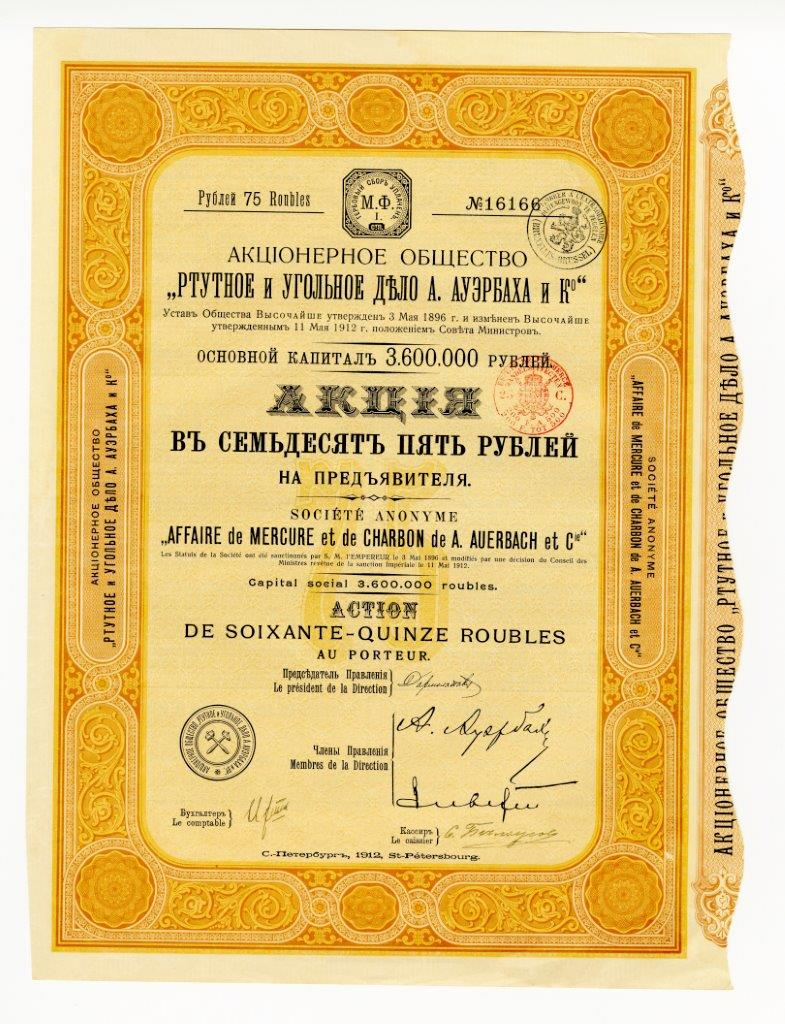
Акция в 75 руб. на предъявителя Акционерного общества «Ртутное и угольное дело А. Ауэрбаха и К^{о}» с основным капиталом в 3,6 млн руб. Санкт-Петербург, 1912 г.

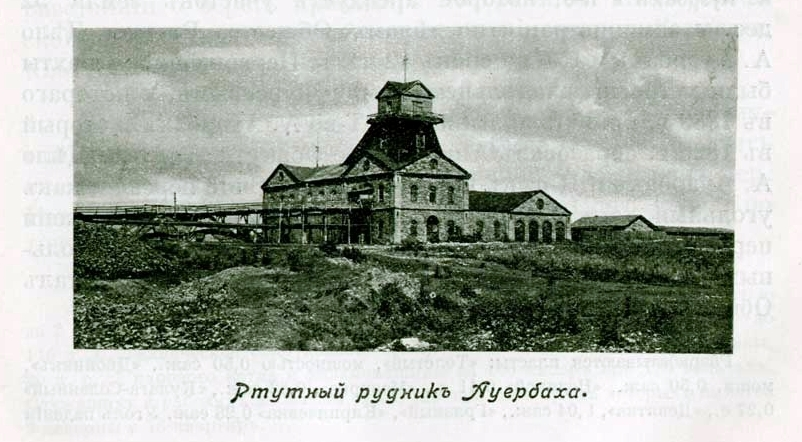
Ртутный рудник Акционерного общества «Ртутное и угольное дело А. Ауэрбаха и К^{о}». Литография начала XX в.

Акционерное общество «Ртутное и угольное дело А. Ауэрбаха и Ко» было зарегистрировано выдающимся русским горным инженером и предпринимателем, действительным статским советником А. А. Ауэрбахом в 1896 году (Устав Высочайше утверждён 3 мая 1896 года, и изменён Высочайше утверждённым 11 мая 1912 года Положением Совета Министров).
В 1885 году Александр Андреевич Ауэрбах, на тот момент уже признанный специалист горно-рудного дела, занимавший должность управляющего медеплавильными заводами в Богословском горном округе Пермской губернии, знакомится с материалами по Горловскому ртутному месторождению, которые ему предоставил горный инженер из Донбасса А. В. Миненков с просьбой дать своё заключение. Проанализировав предоставленные материалы и убедившись в перспективности найденного месторождения, он 3 марта 1885 года заключает арендный договор с Обществом Никитовских крестьян на право разработки на их землях ртутных руд и принимает решение о строительстве рудника, завода и жилого посёлка.
С этой целью А. Ауэрбах в том же 1885 году создаёт «Товарищество ртутного производства А. Ауэрбах и Ко», в состав которого вошли А. Миненков, В. Половцев, А. Евдокимов, И. Досс, Д. Стасов. Весной 1886 года было начато строительство завода, на котором уже 14 декабря была обожжена первая руда. Завод постепенно расширялся, постоянно наращивая объёмы выпускаемой продукции, начал поставлять ртуть и за границу. Только за первые три года работы было добыто 1 125 000 пудов руды, показательным был и 1887 год, в котором было выплавлено 390 пуд. ртути.
В 1889 году Товарищество А. Ауэрбаха приобретает у горловского помещика Фурсова промышленную шахту — Фурсовский каменноугольный рудник. Впоследствии на месте Фурсовского рудника были построены две шахты — «Мария» и «Людмила», названные в честь дочерей Ауэрбаха.
В 1895 году у Товарищества возникли финансовые трудности, связанные с капитальными затратами на расширение рудника и погашения ссуды. С целью выхода из создавшейся ситуации было принято решение преобразовать товарищество в акционерное общество. На общем собрании в мае 1896 года был утверждён устав акционерного общества «Ртутное и угольное дело А. Ауэрбаха и Ко», основной капитал которого был определён в 2 250 000 руб., распределённых в 12 000 акций по 187 руб. 50 коп. за каждую. При распределении должностей А. Ауэрбах занял должность директора — распорядителя, получив 3560 акций.
Изначально А. А. Ауэрбахом планировалось довести добычу угля до 7-10 млн пуд. в год, так как угольное дело давало постоянную прибыль, пласты угля залегали равномерно и не имели таких колебаний, как ртутные. Основываясь на его отчёте, акционерное общество строит вблизи рудника сортировочную и углепромывочную фабрики, подведя к ним водопровод. Вся прибыль, получаемая от ртутного производства, начиная с 1898 года стала вкладываться в угольный рудник, что впоследствии привело к его упадку и ухудшению финансового положения общества, чему во многом поспособствовал кризис, охвативший экономику России в 1900—1903 годах, в результате которого резко упал спрос на уголь и металл, что привело к значительному снижению цен и сокращению производства.
После продолжавшихся несколько лет потрясений, приведших в том числе ко временной консервации ртутного рудника и бездействию угольных шахт, в 1912 году в результате новой реорганизации владельцем АО «Ртутное и угольное дело А. Ауэрбаха и Ко» стал Азово-Донской банк, а основной капитал Общества увеличился до 3,6 млн руб.
Как явствует из архивных данных, в 1912 году только на шахте «Мария» акционерного общества А. Ауэрбаха «служащих, инженеров — 6, штейгеров (горных мастеров) — 3, прочих — 44, рабочих — 1510, для нужд которых имеется колонна из 338 семейных домов на 660 квартир и 12 казарм на 730 человек».
Дальнейшая деятельность общества совпала с экономическим подъёмом, который начался в стране. Начиная с 1912 года реорганизованное акционерное общество, кроме эксплуатации угольных копей, проводит новую разведку ртутных руд., в 1913 году приобретает угольную копь у Алексеевского горнопромышленного общества. Однако октябрьские события 1917 года прекратили деятельность общества «Ртутное и угольное дело А. Ауэрбаха и К», а 23 января 1918 года предприятие было национализировано Советской властью.
В 1930 г., в эпоху индустриализации, шахта «Мария» переименована в «Комсомолец». С 2007 г. на ней прекращена промышленная добыча угля.